# Limnophila (Limnophila) cingulipes
Limnophila (Limnophila) cingulipes is een tweevleugelige uit de familie steltmuggen (Limoniidae). De soort komt voor in het Australaziatisch gebied.